# Rauhocereus riosaniensis
Rauhocereus riosaniensis ist die einzige Pflanzenart der monotypischen Gattung Rauhocereus in der Familie der Kakteengewächse (Cactaceae). Der botanische Name der Gattung ehrt den deutschen Botaniker und Kakteenspezialisten Werner Rauh. Das Artepitheton riosaniensis verweist auf das Vorkommen der Art im Tal des Río Saña.

## Beschreibung
Der meistens strauchige, für gewöhnlich vom Grund verzweigende Rauhocereus riosaniensis bildet häufig Dickichte bis zu 4 Meter Höhe. Die aufrechten, säulenförmigen Triebe sind bläulich-grün und haben einen Durchmesser von 8 bis 15 Zentimeter. Die 5 bis 6 Rippen sind in viele Warzen aufgelöst. Aus den wolligen Areolen entspringen 2 bis 8 kräftige, bis 5 Zentimeter lange Dornen. Die unteren sind anfangs rötlich, die oberen gelblich. Später werden alle gräulich-weiß.
Die glockenförmigen Blüten erscheinen in der Nähe der Triebspitze. Sie öffnen sich in der Nacht, sind 8 bis 10 Zentimeter lang und haben einen Durchmesser von bis zu 5 Zentimeter. Der Blütenbecher und die Blütenröhre sind mit kleinen Schuppen und krausene braunen Haaren besetzt.
Die roten, fleischigen Früchte sind eiförmig mit einem ausdauernden Blütenrest. Sie enthalten kleine, eiförmige, glänzend schwarze Samen.

## Verbreitung, Systematik und Gefährdung
Rauhocereus riosaniensis ist in Nord-Peru in den Regionen Amazonas und Cajamarca in Höhenlagen von 500 bis 1000 Metern verbreitet.
Die Erstbeschreibung der Gattung und ihrer einzigen Art erfolgte 1957 durch Curt Backeberg.
Es werden zwei Unterarten unterschieden:  
- Rauhocereus riosaniensis subsp. riosaniensis
- Rauhocereus riosaniensis subsp. jaenensis (Rauh ex Backeb.) Ostolaza

In der Roten Liste gefährdeter Arten der IUCN wird die Art als „Least Concern (LC)“, d. h. als nicht gefährdet geführt.

## Nachweise